# Ed Dodd
Edward Benton Dodd (* 7. November 1902 in LaFayette, Georgia; † 27. Mai 1991 in Gainesville, Georgia), meist als Ed Dodd zitiert, war ein US-amerikanischer Comic-Künstler und Cartoonist, der durch seinen Comic Mark Trail (deutsch: Mark Trail erzählt…) bekannt geworden ist.

## Leben
Dodd war der Sohn des Baptistenpriesters Jesse Mercer Dodd und seiner Frau Effie Cook Dodd; der Künstler Lamar Dodd war sein Cousin ersten Grades. Im Alter von 16 Jahren lernte Dodd Dan Beard, den Gründer der Pfadfindergruppe Sons of Daniel Boone, kennen, die 1910 mit den Boy Scouts of America verschmolzen wurde. Er arbeitete 13 Sommer lang in Beards Camp in Pennsylvania, wo er unter dessen Anleitung seine Fähigkeiten als Autor und Illustrator verfeinerte. Dodd wurde Pfadfinderführer und der erste bezahlte Leiter für Jugenderziehung und Sportunterricht in der Stadt Gainesville, Georgia. Nach seinem abgebrochenen Architekturstudium am Georgia Institute of Technology und der Ausbildung bei der Art Students League of New York erwarb er im Jahr 1926 eine Ranch in Wyoming. 
Er besaß ein Wohnhaus sowie ein Atelier, das von dem Architekten Herbert C. Millkey, jr., einem Schüler Frank Lloyd Wrights, entworfen wurde, in einem Waldgebiet von 0,5 km² in Nordgeorgia, das den Namen Lost Forest trägt.
Dieses 130 Hektar große Gebiet ist heute ein Wohnviertel, in dem eine Straße den Namen Mark Trail trägt. Im Jahr 1996 brannte das ehemals von Dodd bewohnte Haus in Lost Forest bis auf die Grundmauern nieder.
Anfänge als Comicautor
Während seiner Tätigkeit als Nationalpark-Guide entwickelte er 1930 die Comicstrip-Serie Back Home Again, die moderate Erfolge erzielte und Figuren aus Gainesville sowie Nordgeorgia abbildete. Ein spezielles Panel über eine Hillbilly-Familie wurde bis zum Jahr 1945 landesweit durch das United Feature Syndicate vertrieben.
Mark Trail erzählt…

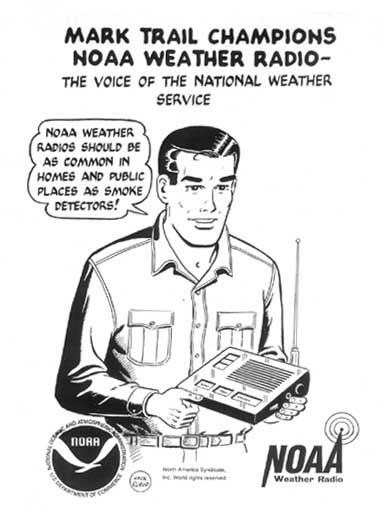
Mark Trail als Werbefigur für National Oceanic and Atmospheric Administration’s Weather Radio

Am 15. April 1946 wurde Mark Trail als täglicher Comicstrip gestartet, der von der New York Post an 45 Zeitungen vertrieben wurde. Im Mittelpunkt der Geschichten standen Umweltthemen und die Titelfigur, ein Naturfotograf und Autor, dessen Aufträge unweigerlich zu Verwicklungen in lokale Umweltkonflikte führen. Trail war ein jüngeres „Alter Ego“ des Schöpfers Ed Dodd, der ebenfalls einen naturverbundenen Charakter verkörpert, jedoch mehr Freiheit für Abenteuer und Reisen genießt.
Trail wird von einem Bernhardiner namens Andy begleitet und lebt, zwischen seinen Reisen, in Lost Forest, zusammen mit den Charakteren Doc und Cherry Davis. Dodd selbst hielt ebenfalls einen Bernhardiner namens Andy.
Die Herausforderung für Dodd bestand darin, einen lehrreichen, fortlaufenden Naturcomic zu gestalten, der an unterschiedlichen Schauplätzen spielt und einen gutmütigen Naturschützer zeigt, der in seinen Reaktionen auf Ausbeuter und Außenseiter sowie in Bezug auf Romantik und Entbehrungen als menschlich glaubwürdig bleibt. In den 1960er Jahren erreichte der Comic seinen Höhepunkt und wurde über das North America Syndicate (heute King Features Syndicate) an etwa 500 Zeitungen verteilt, was zur Veröffentlichung zahlreicher Materialien über Camping und Wildtiere führte.
Mark Trail wurde von Dodd geschrieben und von Tom Hill, einem Mitglied der Künstlergruppe „Tucson 7“, bis zu dessen Tod im Jahr 1978 gezeichnet. Danach zog sich Dodd zurück, und der Comic wurde bis 2014 von seinem langjährigen Assistenten Jack Elrod und später von James Allen und Jules Rivera weitergeführt.
Mark Trail erscheint aktuell in 175 Zeitungen und erreicht weltweit fast 23 Millionen Leser.
1975 kam Ed Dodds Werk Mark Trail erzählt von den Merkwürdigkeiten der Tierwelt in einer deutschen Übersetzung beim Carlsen Verlag heraus. Das Buch enthält zahlreiche als abgeschlossene Cartoons gezeichnete Wildtierporträts, darunter eines über den heute wahrscheinlich ausgestorbenen Eskimobrachvogel.

## Ehrungen
Dodd genoss großen Respekt für seinen Einsatz für den Naturschutz und wurde unter anderem 1967 als Georgia Conservationist of the Year geehrt. 1991 gründete er die Mark Trail/Ed Dodd Foundation. Im selben Jahr richtete der US-Kongress den Mark Trail Wilderness im Chattahoochee National Forest ein.

## Werke (Auswahl)
- Mark Trail’s Book of Animals (North American Mammals), 1955
- Mark Trail’s 2nd book of animals: (North American Mammals), 1955
- Joseph Warton Lippincott und Ed Dodd (Illustrator): Coyote, the Wonder Wolf, 1964
- Flapfoot (Carousel book), 1968
- Chipper the Beaver (A See and read beginning to read book), 1968
- Mark Trail’s Hunting Tips, 1969
- Careers for the ’70s: conservation (Crowell-Collier careers), 1971
- Mark Trail’s Cooking Tips, 1971
- Mark Trail’s Camping Tips, 1971
- Mark Trail’s Boating Tips, 1971
- Mark Trail in the Smokies!: A Naturalist’s Look at Great Smoky Mountains National Park and the Southern Appalachians, 1989